# Albert Lasker
Albert Lasker (Friburgo, Germania, 1º maggio 1880 – New York, 30 maggio 1952) è stato un pubblicitario e filantropo statunitense, considerato uno dei padri della moderna comunicazione pubblicitaria.

## Biografia
Nato a Friburgo in Brisgovia da genitori americani (Morris e Nettie Davis Lasker) ebrei immigrati dalla Germania nell'Ottocento, crebbe a Galveston nel Texas, dove suo padre era presidente di diverse banche. Cominciò la vita lavorativa a Chicago, prima come reporter di un giornale e poi diventando socio dell'agenzia pubblicitaria Lord & Thomas. Nel 1912 fu nominato direttore esecutivo e ne acquisì gran parte della proprietà. Artefice di molte campagne pubblicitarie di successo, fece uso per la prima volta del mezzo radiofonico, cosa che portò allo sviluppo delle moderne campagne pubblicitarie di massa. Rimase CEO della Lord & Tomas per trent'anni, fino a quando nel 1942 vendette l'azienda a tre suoi manager, che la rinominarono Foote, Cone & Belding.
Lasker era un appassionato di baseball e nel 1916 acquistò molte azioni della squadra dei Chicago Cubs, ottenendone poco dopo il controllo. Insieme al suo socio in affari Charles Weeghman trasferì la sede dei Cubs nello stadio ora noto come Wrigley Field. Nel 1925 vendette la squadra a uno dei suoi soci minori, William Wrigley Jr.
Albert Lasker si occupò anche di politica. Fu il principale organizzatore della campagna pubblicitaria del Partito Repubblicano nelle elezioni presidenziali del 1920, che furono vinte con largo margine da Warren Gamaliel Harding. In giugno 1921 Harding propose Lasker come direttore dell'agenzia governativa United States Shipping Board, proposta che fu ratificata dal Senato. Lasker accettò a condizione che l'incarico non durasse più di due anni. Tra le sue iniziative vi fu la trasformazione del transatlantico tedesco Vaterland, requisito dalla U.S. Navy, nella nave da trasporto truppe SS Leviathan. Come promesso, lasciò l'incarico in luglio del 1923.
Lasker e la sua terza moglie, Mary Lasker, sono stati dei famosi filantropi. Ebbero un ruolo preminente nel sostenere ed espandere il National Institutes of Health, portandolo da un budget di 2,4 milioni di dollari nel 1945 a 5,5 miliardi di dollari nel 1985. Istituirono e finanziarono il Lasker Award, un premio riservato a scienziati e ricercatori, specialmente nel campo della medicina. 
Per la sua grande abilità come uomo d'affari è stato ammesso nella "American National Business Hall of Fame".